# Colinus virginianus
La codorniz cotuí, codorniz de Virginia, colín de Virginia o codorniz cotuí norteña (Colinus virginianus) es una especie perteneciente a la familia Odontophoridae. Esta ave rechoncha mide aproximadamente 23 cm de largo y tiene la cola corta; la hembra es de menor tamaño. Las características de la especie varían dependiendo la región; en México se han identificado cinco tipos básicos, todos coespecíficos y capaces de entrecruzarse. Las hembras son similares entre sí, sus arcos superciliares y garganta son de color pardo claro. Esta codorniz habita en el centro y este de Estados Unidos, así como en Cuba, México y Guatemala. La especie ha sido introducida en La Española, Puerto Rico e Isla de Santa Cruz, así como en las islas de Andros y Nueva Providencia en Bahamas. En México se distribuye por el oriente del país a lo largo de la llanura del Golfo, desde el Río Bravo hasta Tabasco. En la costa Pacífica se encuentra en Sonora y desde Nayarit y Jalisco continuando por la Sierra Madre del Sur y alcanzando el estado de Chiapas. En la península ibérica ha sido introducida para la caza, provocando conflictos con otras especies y con consecuencias que pueden llegar a ser graves.[cita requerida] Prefiere habitar sabanas, pastizales y campos cultivados. La UICN2019-1 considera a la especie como casi amenazada. Posee una carne blanca muy apreciada por los cazadores.

## Nombres
Colinus en griego es “codorniz”, virginianus en latín “de Virginia” cubaensis es “de Cuba”.  En inglés es llamada northern bobwhite, y la subespecie cubana Cuban common bobwhite, debido a que “bob-juait” es la llamada de reclamo del macho. En España se llama codorniz a Coturnix coturnix, una especie parecida, pero menor.
En México se la llama codorniz cotuí norteña, debido al silbido que emiten (cotuí), y para diferenciarla de una especie cercana, la codorniz cotuí yucateca (Colinus nigrogularis).

## Hábitat
Le gustan las sabanas, pastizales  y campos cultivados con alguna espesura densa cercana. No entra en los bosques. Es común en Cuba, donde hay relatos sobre su introducción en diversas regiones en el siglo XIX. Se duda de que sea introducida por las diferencias  que tiene la subespecie local con las del continente. Lo que se atribuye a la existencia previa en el país de una subespecie de distribución restringida a las escasas sabanas naturales. En México se distribuye por el oriente a lo largo de la llanura del Golfo, desde el Río Bravo hasta Tabasco y Chiapas, alcanzando el oeste de Guatemala. También en la costa Pacífica de Jalisco y Nayarit, y en el noreste del país (Sonora).

## Descripción
Son aves rechonchas de aproximadamente 23 cm de largo (la hembra de menor tamaño), con la cola corta. En el sur del área de distribución hay amplia variación en la especie; Peterson y Chalif identifican cinco tipos básicos en México, todos coespecíficos y capaces de entrecruzarse. Las hembras son similares entre sí: tienen los arcos superciliares y la garganta de color pardo claro. El juvenil es similar a la hembra pero más opaco.
En los especímenes típicos de los Estados Unidos y el noreste de México, el macho es de color castaño-rojizo, con la frente y el arco superciliar blanco, el vértice de la cabeza negro y una banda por abajo y atrás del ojo también negra. El cuello por detrás es blanco con manchas negras. El resto del dorso está manchado de negro, gris y castaño. El cuello por el frente y los lados es blanco. En el  pecho tiene una mancha negra grande. La parte baja del vientre es blanca con barras negras y amarillentas. La cola es gris.
Los especímenes del centro y occidente de México se asemejan a la descripción anterior, con el patrón de coloración de la cabeza muy similar, pero con las partes inferiores de color rojizo.
En el sur de México el patrón de la cabeza es similar a las dos descripciones anteriores, y con la garganta blanca, pero el pecho es negro y las partes inferiores rojizas.
La forma de Sonora presenta la garganta negra, lo que le da una apariencia enmascarada, y el pecho rojizo.
En la forma más sureña, de Chiapas y Guatemala, la cabeza y el pecho son negros, sin el arco superciliar o muy levemente marcado.
Se agrupan en bandadas pequeñas. Permanecen en el suelo caminando en busca de alimento la mayor parte del tiempo. El vuelo no es prolongado, es bajo y ruidoso. Cuando son asustados se desbandan en vuelo corto y luego corren. Después pueden reunirse por la llamada de reclamo del macho suena “bob-bob-juait”. Si las asusta un perro se posan en un árbol en espera de que se vaya. Comen semillas, frutas pequeñas, insectos y retoños tiernos.

## Nido

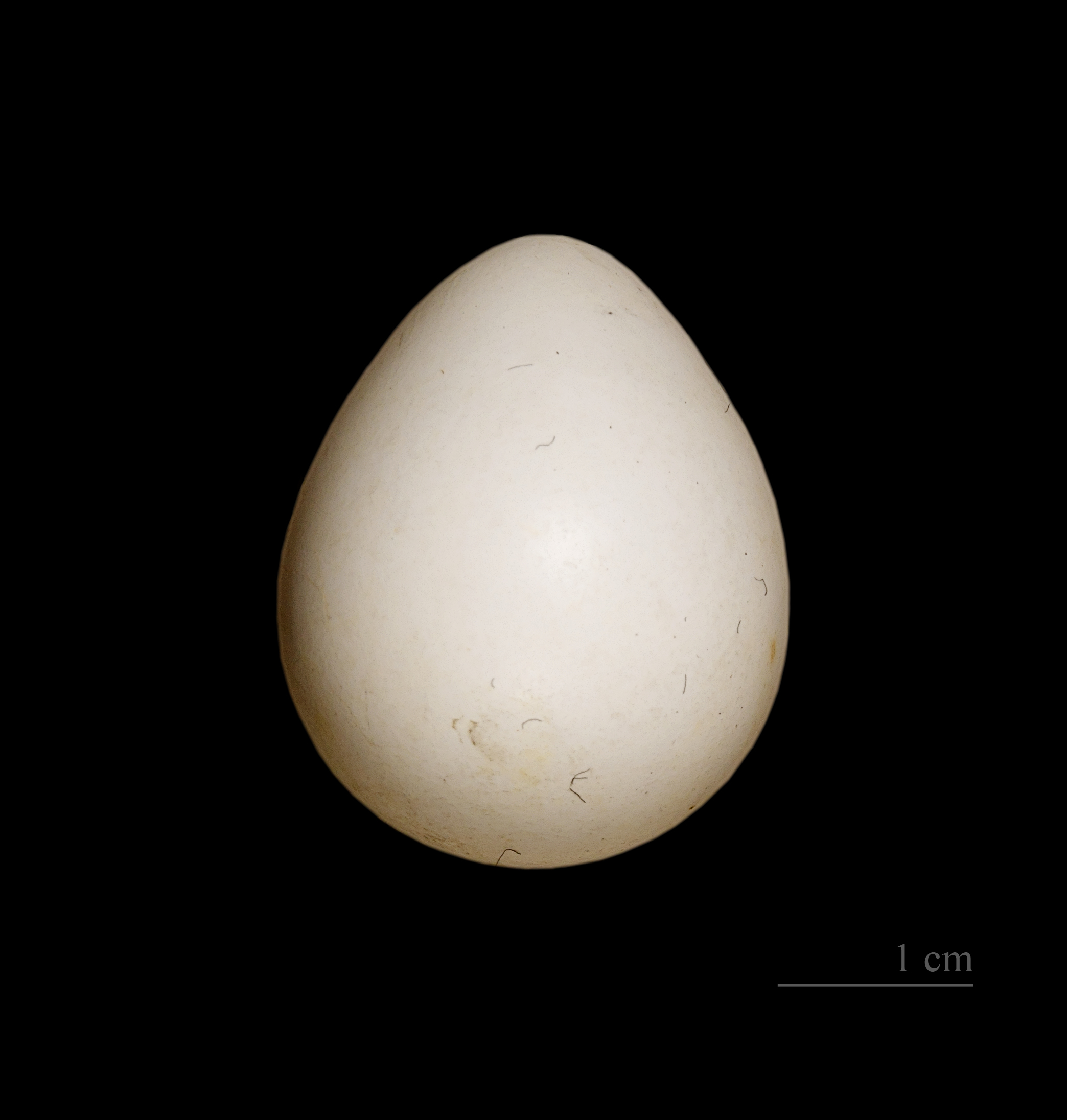
Colinus virginianus

Anidan desde abril a julio. Hacen el nido con pajas en una depresión del suelo que esté protegida por arbustos. La puesta es de 10 a 18 huevos blancos que miden 3,2 cm de alto por 2,5 cm de ancho.

Placa 76 de Birds of America, de John James Audubon, representando colines de Virginia.

## Subespecies
Se conocen 21 subespecies de Colinus virginianus:
- Grupo virginianus

Colinus virginianus marilandicus - noreste de Estados Unidos (del sudeste de Maine hasta Pensilvania y Virginia central).
Colinus virginianus virginianus - costa atlántica de Virginia al norte de Florida y sudeste de Alabama).
Colinus virginianus floridanus - Península de Florida.
Colinus virginianus cubanensis - Cuba e isla de Pinos.
Colinus virginianus mexicanus - del este de Estados Unidos al oeste de litoral atlántico hasta las Grandes Llanuras.
Colinus virginianus taylori - de Dakota del Sur al norte de Texas, oeste de Misuri y noroeste Arkansas.
Colinus virginianus texanus - del sudoeste de Texas al norte de México (Coahuila, Nuevo León, Tamaulipas).
Colinus virginianus aridus - este de México (del centro y centro-oeste de Tamaulipas al sudeste de San Luis Potosí).
Colinus virginianus maculatus - este de México (del centro de Tamaulipas al norte de Veracruz y sudeste de San Luis Potosí).
- Grupo graysoni/nigripectus

Colinus virginianus graysoni - centro-oeste de México (del sur de Nayarit a Morelos, sur de Hidalgo, San Luis Potosí).
Colinus virginianus nigripectus - este de México (Puebla, Morelos y México).
- Grupo pectoralis

Colinus virginianus pectoralis - sudeste de México (vertiente este de las montañas del centro de Veracruz).
Colinus virginianus godmani - tierras bajas del sudeste de México (Veracruz).
Colinus virginianus minor - sudeste de México (noreste de Chiapas y zonas adyacentes de Tabasco).
Colinus virginianus thayeri - sur de México (noreste de Oaxaca).
- Grupo coyolcos

Colinus virginianus ridgwayi - noroeste de México (central-norte de Sonora); extinguido en  Arizona.
Colinus virginianus atriceps - sur de México (interior y oeste de Oaxaca).
Colinus virginianus harrisoni - sur de México (sudoeste de Oaxaca).
Colinus virginianus coyolcos - costa pacífica del sur de México (Oaxaca y Chiapas).
Colinus virginianus salvini - sur de México (costa meridional de Chiapas).
Colinus virginianus insignis (=nelsoni) - sur de México (sur de Chiapas) y áreas adyacentes de Guatemala.

## Mitología mexica
El nombre de la codorniz en lengua náhuatl es solin (plural solimeh). En la mitología mexica la codorniz era un animal sagrado asociado a la fertilidad. 
En su libro Fiestas y costumbres aztecas (México, DF, 1927), Gregorio Torres Quintero dice que en la coronación de un rey azteca se sacrificaban varias codornices, y su sangre se derramaba sobre los instrumentos teponaztli y huehuetl, para así bendecirlos. De este modo, el solin era un ave relacionada con la fiesta de Xochipilli-Macuilxochitl, divinidad de las flores y la fertilidad.
Este mismo ritual es descrito por Francisco López de Gómara, en su Historia de las conquistas de Hernando Cortés (1560), y por fray Bernardino de Sahagún, en su Historia General de las cosas de la Nueva España (1570), en el contexto de las celebraciones en honor de Xochipilli.